# اچ‌ام‌اس کرویسدر (اچ۶۰)
اچ‌ام‌اس کرویسدر (اچ۶۰) (به انگلیسی: HMS Crusader (H60)) یک زیردریایی بود که طول آن ۳۲۹ فوت (۱۰۰٫۳ متر) بود. این زیردریایی در سال ۱۹۳۱ ساخته شد.